# Comté de Warren (Indiana)
Vous lisez un « bon article » labellisé en 2011.
Pour les articles homonymes, voir Comté de Warren.
Le comté de Warren (en anglais : Warren County) est un comté de l'État de l'Indiana, aux États-Unis, situé dans la partie occidentale de l'État, entre la frontière avec l'Illinois et la Wabash River. Avant l'arrivée des colons d'origine européenne au début du XIXe siècle, la région était habitée par plusieurs tribus amérindiennes. Le comté est officiellement fondé en 1827 en tant que 55e comté de l'Indiana. Son siège est Williamsport.
Au recensement de 2000, 8 419 habitants répartis en 3 129 ménages habitaient dans le comté. Les chiffres de 2010 indiquent une population en faible augmentation avec désormais 8 508 habitants. Le comté est le troisième moins peuplé de l'Indiana et présente la densité la plus faible, avec environ 8,9 habitants par kilomètre carré. Il compte quatre communautés incorporées qui regroupent environ 3 100 personnes, soit autour de 36 % de sa population totale, ainsi que de nombreuses petites localités non incorporées. Il est divisé en douze townships qui fournissent des services locaux.
Le comté de Warren est l'un des comtés les plus ruraux de l'Indiana. La plus grande part de sa superficie est consacrée à l'agriculture, en particulier dans la prairie ouverte de ses régions nord et ouest. Ses terres agricoles sont parmi les plus productives de l'État. Le long de la limite sud-est, le paysage est composé de collines, de vallées et de forêts et abrite de nombreux petits affluents de la Wabash. Outre l'agriculture, l'industrie, l'administration, l'éducation et les soins de santé représentent la majorité des emplois. Quatre routes d'État de l'Indiana traversent le comté, ainsi que deux U.S. Routes et une ligne ferroviaire majeure.

## Géographie

### Situation
La Wabash, arrivant du comté de Tippecanoe à l'est, définit le tracé de la limite sud-est du comté ; elle borde des terrains composés de collines et davantage boisés que le reste du comté. Le comté de Fountain se situe de l'autre côté de la rivière. La région nord-ouest comprend essentiellement des terrains agricoles plats, qui caractérisent également le comté de Benton plus au nord. Le long de la bordure occidentale du comté est également la frontière avec l'Illinois (comté de Vermilion). Le comté homonyme de Vermilion appartenant à l'Idaho jouxte le comté de Warren au sud. La capitale de l'Indiana, Indianapolis, se trouve à environ 110 km au sud-est.
|                               | Comté de Benton     |                     |
| Comté de Vermilion (Illinois) | comté de Warren     | Comté de Tippecanoe |
|                               | Comté de Vermillion | Comté de Fountain   |

### Caractéristiques naturelles

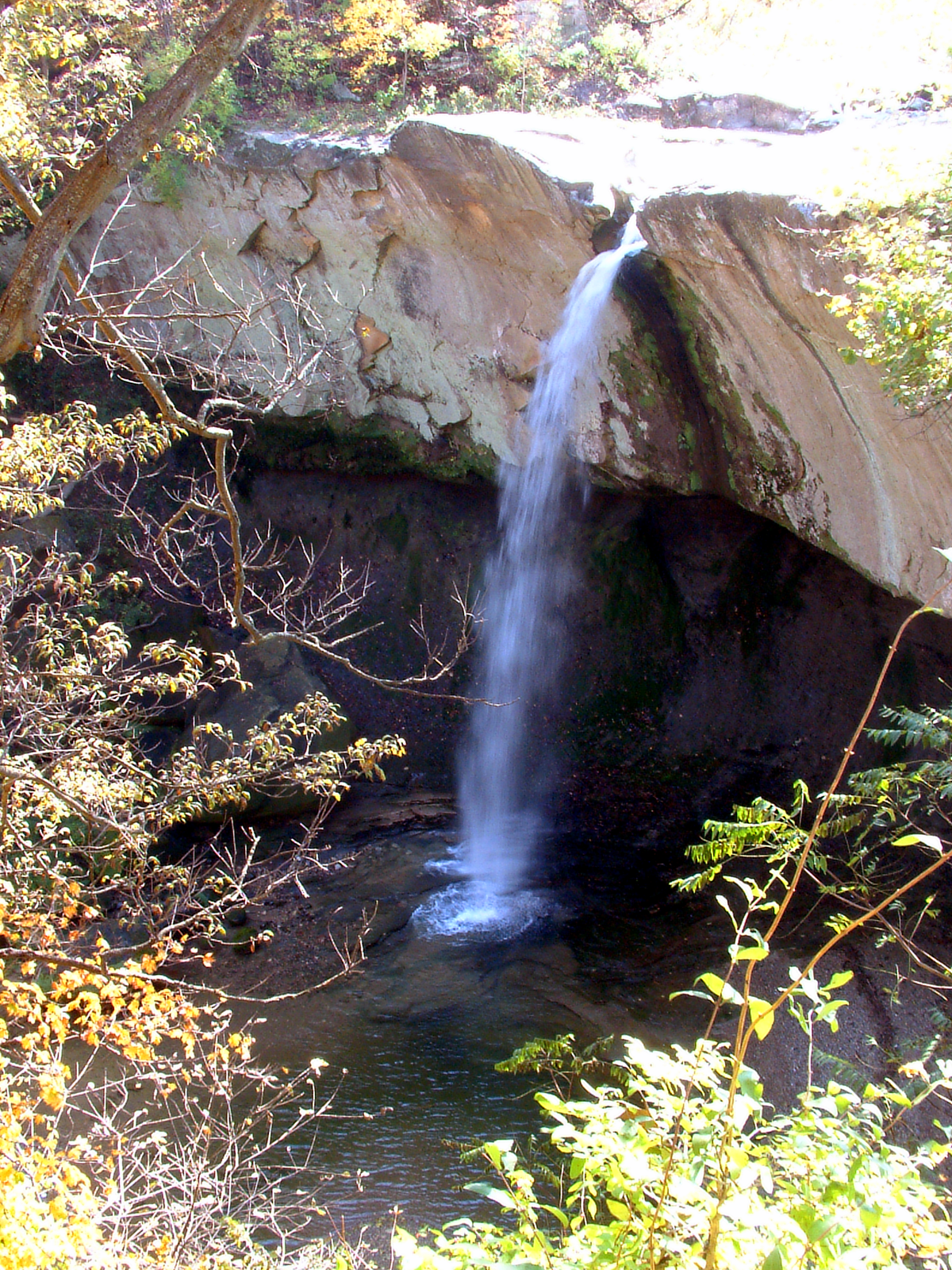
Les Williamsport Falls.

Selon le Bureau du recensement des États-Unis, le comté comprend une superficie totale de 949,5 km2, dont 945 km2 de terre et 4,5 km2 d'eau. L'altitude varie entre 150 m au-dessus du niveau de la mer à l'endroit où la Wabash entre dans le comté de Vermillion, et 250 m dans le nord-est du Prairie Township. Le paysage se compose principalement de moraine à faible pente sur un till limoneux et riche en terreau, excepté le long de la Wabash, où du sable, du gravier, du grès et du schiste affleurent. Diverses formes de loam limoneux propices à l'agriculture composent la plus grande partie des sols du comté. Les zones boisées représentent 14 % de la superficie du comté ; elles se trouvent le plus souvent le long des principaux cours d'eau, et sont composées essentiellement de feuillus à feuilles caduques : les principales forêts sont composées d'érables et de hêtres, et de chênes et de caryers.
L'une des plus hautes chutes d'eau de l'état, appelée Williamsport Falls, est située dans le centre-ville de Williamsport centre-ville ; un ruisseau nommé Fall Creek traverse la ville et tombe en une cascade de 27 mètres depuis une saillie de grès à environ 300 mètres du palais de justice du comté. Au nord-est d'Independence se trouve la Black Rock Barrens Nature Preserve, une clairière de siltstone rare qui, avec la Weiler-Leopold Nature Reserve située à proximité, contient une flore protégée, avec des Trillium sessile, des Phlox, des Camassia dans ses basses-terres humides et des Amélanchiers, Thalictrum thalictroides, Viola pedata et lysimaques des bois sur ses pentes plus sèches,,. Big Pine Creek, le plus grand cours d'eau du comté après la Wabash, est considéré par l'Indiana Department of Natural Resources comme une voie de canoë pittoresque ; il passe près de la Fall Creek Gorge Nature Preserve, une zone comprenant de nombreuses cascades et des marmites du diable.

### Subdivisions

Carte du comté de Warren, montrant ses townships (en vanille), ses municipalités (territoires en gris) et ses localités (en noir).

À sa fondation en 1827 le comté fut divisé en quatre townships : Medina, Warren, Pike et Mound. Au long des décennies suivantes, de nombreuses modifications furent faites concernant les limites des townships originaux ; huit nouveaux townships furent également créés. Ceux de Pike et de Washington furent les premiers, en mars 1830 ; celui de Steuben suivit en 1834 ; celui de Liberty en 1843, d'Adams en 1848, de Jordan en 1850. Kent et Prairie furent les derniers à être créés, en 1864,. En 2000, Prairie Township, avec 2,4 hab./km, a la plus basse densité de population, mais couvre plus de superficie que les autres townships, à savoir 130 km2, et ne comprend pas de municipalité. Le Washington Township, avec 47 hab./km², a la plus forte densité, même s'il ne couvre que 52 km2 : il comprend en effet la plus grande ville du comté, Williamsport.
Liste des douze townships du comté de Warren (données de 2000) :
| Township        | Fondation année | Superficie km² | Population 2000 | Localités (incorporées)       | Localités abandonnées      |
| --------------- | --------------- | -------------- | --------------- | ----------------------------- | -------------------------- |
| Adams           | 1848            | 70,01          | 561             | Pine Village                  | Chatterton                 |
| Jordan          | 1850            | 104,98         | 254             | Hedrick, Pence, Stewart       |                            |
| Kent            | 1864            | 36,51          | 412             | State Line City               |                            |
| Liberty         | 1843            | 113,95         | 850             | Carbondale, Judyville, Kramer |                            |
| Medina          | 1827            | 70,33          | 452             | Green Hill                    |                            |
| Mound           | 1827            | 43,48          | 438             | Foster                        | Baltimore                  |
| Pike            | 1827            | 45,51          | 1185            | West Lebanon                  |                            |
| Pine            | 1830            | 93,48          | 436             | Rainsville                    | Brisco, Point Pleasant     |
| Prairie         | 1864            | 123,81         | 290             | Tab                           | Locust Grove, Walnut Grove |
| Steuben         | 1834            | 102,57         | 427             | Johnsonville, Marshfield      | Chesapeake, Dresser, Sloan |
| Warren          | 1827            | 94,33          | 754             | Independence, Winthrop        | Warrenton, Kickapoo        |
| Washington      | 1830            | 50,53          | 2351            | Williamsport                  |                            |
| Comté de Warren | 1827            | 949,49         | 8419            |                               |                            |

### Localités
Le comté comprend quatre municipalités. La plus peuplée est Williamsport, qui est située sur la berge occidentale de la Wabash, dans la partie orientale du comté, juste en aval d'Attica (laquelle est sur la berge orientale de la rivière dans le comté de Fountain) ; en 2000, sa population était de 1 935 habitants, soit près d'un quart de la population totale du comté. West Lebanon, à environ 8 km à l'ouest de Williamsport, sur la State Road 28, a une population de 793 habitants. Pine Village, à environ 18 km au nord de Williamsport, là où la State Road 55 croise la State Road 26, près de la limite nord du comté, compte 255 habitants. State Line City est située dans la partie sud-ouest du comté et partage sa bordure occidentale avec la frontière Indiana-Illinois. Une petite communauté de l'Illinois, Illiana, se trouve juste sur le côté ouest de la route de comté qui suit le tracé de la frontière (et qui constitue également une rue entre les deux communautés). C'est la plus petite des municipalités, avec une population de 141 habitants.
En plus des villes incorporées, le comté abrite une douzaine de petites communautés non incorporées, qui ont pu avoir pour certaines une activité autrefois, mais ont aujourd'hui surtout vocation résidentielle, bien que certaines aient conservé leurs églises et quelques entreprises. Les petites localités de Hedrick, Pence and Stewart sont situées dans le Jordan Township ; Stewart comprend une installation de traitement du grain et une maison. Dans le Steuben Township, le hameau de Johnsonville comprend une église et quelques maisons. Marshfield dispose d'un garage automobile, d'un silo à céréales et d'une église. Independence, érigée en 1832, est située à l'emplacement d'une avant-poste commercial établi par Zachariah Cicott, qui est enterré dans un cimetière situé juste au nord de la ville ; elle est, avec la petite localité de Winthrop, située dans le Warren Township. On trouve trois localités non incorporées dans le Liberty Township : Carbondale, Judyville et Kramer (près du site du Mudlavia Hotel). Plusieurs townships contiennent seulement un seul village, à l'instar de Foster dans le Mound Township, qui consiste en un motel et plusieurs maisons, de Green Hill dans le Medina Township, de Tab dans le Prairie Township, très agricole (avec un centre de traitement des gros grains), et de Rainsville dans le Pine Township.

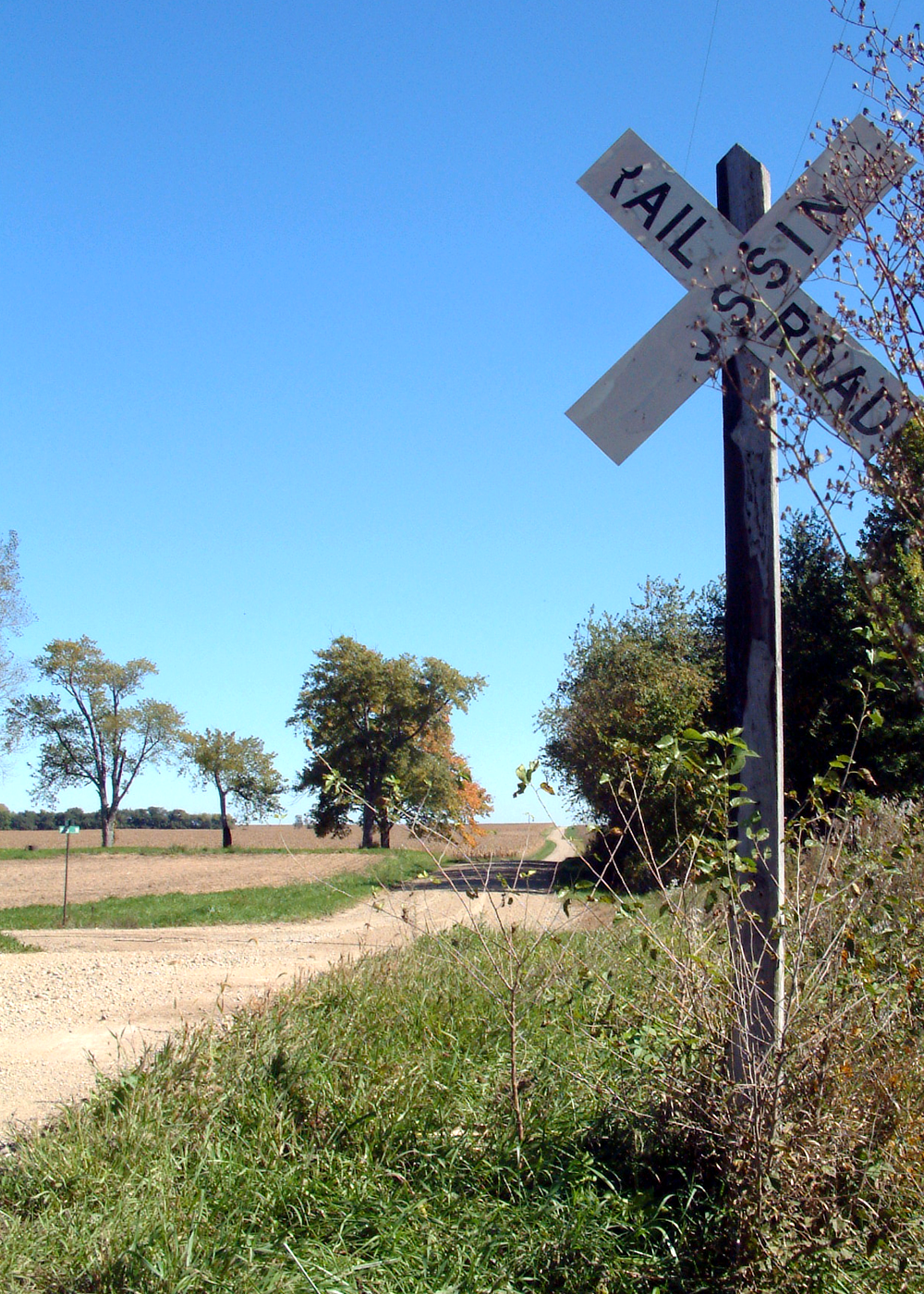
Près d'un passage à niveau à Sloan.

Certaines localités furent éphémères. La ville de Baltimore, qui dépendait du commerce fluvial, après une période de prospérité, dépérit une fois le transport ferroviaire devenu dominant ; une seule maison, construite longtemps après l'apogée de la ville, est tout ce qu'il en reste. Warrenton commençait à se développer, en tant que premier siège du comté, mais déclina une fois le siège déplacé ; il n'en reste plus rien. Chesapeake, la première installation dans le Steuben Township, fut si éphémère qu'il n'y avait pas grand chose à dire à son sujet dans une histoire du comté dès 1883. Brisco ne fut jamais plus qu'un village, bien que la communauté disposât d'une petite école des années 1850 aux années 1920 ; elle disparut elle aussi au fil du XXe siècle. Chatterton disposait d'une école, d'un magasin et d'un bureau de poste, mais la localité disparut, bien que son nom apparaisse toujours sur les cartes, à l'inverse de Brisco. Les localités de Kickapoo, Locust Grove, Sloan et Walnut Grove eurent une histoire semblable. Point Pleasant ne s'est quant à elle jamais développée au-delà de la maison de son fondateur et d'un magasin d'alcool, et fut par la suite considérée comme une « paper town », une « ville [restée sur le] papier ».

#### Liste des localités
| - Carbondale - Foster - Green Hill - Hedrick - Independence - Johnsonville | - Judyville - Kramer - Marshfield - Pence - Pine Village - Rainsville | - State Line City - Stewart - Tab - West Lebanon - Williamsport - Winthrop |

### Climat
Warren County est dans la région de climat continental humide des États-Unis, comme la plus grande partie de l'Indiana. Ce climat correspond au groupe « Dfa » dans la classification de Köppen, ce qui signifie qu'il y fait froid en hiver, qu'il n'y a pas de saison sèche, et que l'été y est chaud. Ces dernières années, les températures moyennes à Williamsport se sont situées entre une minimale de −11 °C en janvier et une maximale de 29 °C en juillet ; une minimale exceptionnelle de −31 °C a été enregistrée en janvier 1999 et une maximale exceptionnelle de 37 °C en juillet 1995. Les précipitations mensuelles moyennes se sont situées entre 40 mm en février et 114 mm en juin.
Le 17 avril 1922, une tornade importante a touché le comté de Warren, détruisant notamment presque intégralement Hedrick dans le sud du Jordan Township. Il y eut plusieurs morts. De 1950 à 2009, dix tornades ont été enregistrées dans le territoire du comté ; aucune n'a causé de victime.
Le comté a été touché par le Grand Blizzard de 1978, qui s'étendait sur plusieurs états et fut le plus important enregistré dans l'Indiana. À la fin de janvier, une chute de neige record de 51 cm fut enregistrée localement, et, en raison du vent, des congères de neige pouvant atteindre trois mètres de haut se formèrent. Les écoles furent fermées pendant dix-sept jours, et certains habitants furent bloqués par la neige pendant des périodes pouvant aller jusqu'à cinq jours,.

## Histoire

### La colonisation
Durant les siècles précédant l'arrivée des colons européens, la zone occupée aujourd'hui par le comté de Warren se trouvait à la limite entre les peuples amérindiens Miamis et Kickapous. Vers la fin du XVIIIe siècle, de nombreux Miamis s'étaient déplacés plus au sud ; la plus grande part de l'Indiana au nord de la Wabash était alors occupée par le peuple potawatomi. Les premiers colons non autochtones dans la région furent probablement Zachariah Cicott, un Franco-Canadien qui fut le premier à commercer avec les tribus Kickapous et Potawatomis aux alentours de 1802. Cicott était éclaireur au service du général William Henry Harrison, qui participa à la bataille de Tippecanoe à la fin de 1811 ; le chemin suivi par son armée à l'aller comme au retour de cette bataille passait par le comté actuel. Après la guerre anglo-américaine de 1812, Cicott reprit son commerce sur la Wabash ; l'État d'Indiana fut fondé en 1816, et Cicott construisit une fuste en 1817 à l'emplacement où fut établie, plus tard, la ville d'Independence. D'autres colons arrivèrent ensuite dans la région, mais probablement pas avant 1822.
Le comté a été fondé le 1er mars 1827 par l'Indiana General Assembly. Il doit son nom au Dr. Joseph Warren, qui fut tué en 1775 au cours de la bataille de Bunker Hill, durant laquelle il combattit à titre privé, étant donné que sa commission de général n'était pas encore effective. La ville éphémère de Warrenton fut originellement désignée comme le siège du comté par des commissaires en mars 1828. L'année suivante, un acte ordonna le déplacement du siège ; Williamsport fut choisie pour le devenir en juin 1829, et l'est encore actuellement.
Le premier tribunal du comté fut une fuste située à Warrenton qui appartenait à, et était occupée par, Enoch Farmer, l'un des premiers colons du comté. Lorsque le siège fut déplacé à Williamsport, une fuste appartenant au fondateur de la ville, William Harrison, fut désormais utilisée comme tribunal pendant plusieurs années. Le premier tribunal construit à cet effet fut édifié en 1835 pour un coût de 2 000 dollars. En 1872, il fut remplacé par un nouveau bâtiment qui coûta 48 000 dollars. Un troisième tribunal fut construit en 1886, dans une nouvelle partie de la ville qui se développait autour du chemin de fer récemment construit. Cet édifice ayant été détruit par un incendie en 1907, il fut remplacé par le quatrième et actuel tribunal, construit sur le même emplacement en 1908 pour un coût de 115 000 dollars.
La politique de déportation des Indiens d'Amérique suivie par le gouvernement fédéral des États-Unis poussa les tribus amérindiennes à se déplacer à l'ouest du Mississippi. En 1830, l'Indian Removal Act, bien qu'il ne s'adressât pas directement aux Potawatomis de l'Indiana, conduisit à plusieurs traités additionnels qui entraînèrent leur déplacement. Durant ce qui allait devenir le Potawatomi Trail of Death, environ 860 Potawatomis qui avaient refusé de quitter leurs anciens territoires furent forcés de gagner le Kansas. Le 14 septembre 1838, le groupe campa près de Williamsport. Le jour suivant, ils campèrent dans la partie sud-ouest du comté avant de rejoindre l'Illinois. Avant d'atteindre leur destination au Kansas, plus de quarante d'entre eux étaient morts, pour la plupart des enfants. Deux de ces morts furent enterrés dans le second camp évoqué plus haut.
La première county fair ou « foire du comté », fut organisée conjointement avec le comté de Fountain et eut lieu à Independence les 6 et 7 septembre 1853. Les années suivantes, la foire fut tenue dans le comté de Fountain, et la participation des habitants du comté de Warren diminua. En 1856, des agriculteurs de la partie nord-est du comté tinrent une foire juste à l'est de Pine Village, qui reprit annuellement jusqu'en 1864. West Lebanon accueillit par la suite la foire, jusqu'en 1883. Le champ de foire, situé au nord-ouest près de la ville, était bien développé. Par la suite, la foire fut tenue au siège du comté, à Williamsport, comme c'est le cas à l'heure actuelle.

### Le développement du comté
Dans un premier temps, la Wabash River fut essentielle au déplacement et au transport de marchandises. Zachariah Cicott commerçait en amont et en aval de la rivière, et des villes comme Attica, Perrysville, Baltimore et Williamsport furent fondées près de ses berges, et prospérèrent grâce à elle. Dans les années 1840, le Wabash and Erie Canal fut achevé et permit de nouvelles opportunités pour le transport fluvial, mais seulement pour les villes situées sur le « bon côté » de la rivière. Le canal était en effet situé du côté du comté de Fountain, et des villes comme Baltimore déclinèrent pour cette raison. D'autres, telles que Williamsport et Perrysville, parvinrent à participer au trafic du canal. Cependant, lorsque les chemins de fer furent construits dans les années 1850, ils rendirent les canaux obsolètes et permirent un transport plus rapide et fiable en direction des villes situées loin des cours d'eau. Le canal continua à être utilisé jusqu'au début des années 1870.
Les premiers trains qui passèrent par le comté de Warren utilisaient des parties de la Toledo, Wabash and Western Railway, plus tard connue sous le nom de Wabash Railroad, en 1856. La ligne entrait dans le comté près de Williamsport et fut construite en direction de l'ouest. Elle atteignit la frontière occidentale à State Line City en 1857. West Lebanon fut la seule autre localité située près du chemin de fer, mais la ligne la contournait de plus d'un kilomètre ; aussi la ville fut-elle déplacée un peu au nord pour être plus proche de la gare. En 1869, le Indianapolis, Bloomington and Western Railway fut construit dans le Mound Township dans la partie sud du comté. Plusieurs années plus tard, en 1872, une branche du Chicago, Danville and Vincennes Railroad, aussi connu sous le nom de « Pumpkin Vine Railroad », fut construite depuis Bismarck, dans l'Illinois, au sud-est. Elle fut mise en place spécifiquement pour transporter le charbon depuis les mines situées au sud de Covington. Une émeute des mineurs stoppa le trafic à la fin des années 1870 et les rails furent retirés quelques années plus tard. Au début de la décennie suivante, la ligne Chicago and Indiana Coal Railroad traversa le comté dans la direction nord-sud. Elle fut reprise par la Chicago and Eastern Illinois Railroad avant d'être abandonnée en 1920 en raison de difficultés financières. Une nouvelle compagnie la reprit sous le nom de Chicago, Attica and Southern Railroad à partir de 1921, mais souffrit des mêmes difficultés que la première, et les rails finirent par être enlevés en 1946. Une autre ligne, faisant partie de la New York Central Railroad, fut construite dans la zone en 1903 ; localement, elle passait par le nord-est de Danville au comté de Warren, avant de tourner vers le nord par les petites localités de Sloan et Stewart et de rejoindre le comté de Benton. Dans les années 1970, elle fut gérée par la Penn Central Transportation Company, puis par Conrail. Elle fut abandonnée dans les années 1990, à l'exclusion d'une portion au nord de Stewart qui devint la Bee Line Railroad et qui sert aujourd'hui dans le cadre du transport de grain à Stewart.
Le Wabash Cannonball était un train de passagers qui opérait sur la Wabash Railroad entre Détroit (Michigan) et Saint-Louis (Missouri) à partir de 1949. Le 14 septembre 1964, alors qu'il empruntait la voie vers le sud, il percuta un camion chargé de blocs de béton à un passage à niveau de Johnsonville. Le conducteur du camion fut tué sur le champ. Le conducteur du train et un pompier furent grièvement blessés lorsque l'appareil prit feu, et environ la moitié des cinquante passagers fut blessée. La voie fut arrachée sur plus de 300 mètres et les dégâts furent estimés à plus de 500 000 dollars. Le Cannonball fit son dernier voyage en 1969.

### Le déclin
Après un pic vers la fin du XIXe siècle, la population du comté déclina durant tout le XXe siècle, à l'instar de nombreux comtés ruraux du Midwest. La massification du transport par automobile à partir des années 1920 eut un impact négatif sur les petits magasins des villages du comté, qui furent ensuite menacés par la Grande Dépression des années 1930. La Seconde Guerre mondiale et la reprise économique des décennies suivantes favorisèrent le développement des villes régionales, au détriment des petites localités des comtés excentrés ou ruraux. La population décrut dans les années 1980, à cause de la crise agricole provoquée par l'abaissement du prix des cultures, une dette agricole élevée, et d'autres causes économiques,.
Le comté a eu une certaine notoriété par le biais de l'Hotel Mudlavia, un hôtel bâti près de Kramer en 1890 pour un coût de 250 000 dollars, et qui attira des hôtes du monde entier grâce aux sources naturelles situées à proximité, des sources auxquelles on attribuait des qualités curatives. James Whitcomb Riley, John L. Sullivan et Harry Lauder, entre autres, y séjournèrent. L'hôtel fut détruit lors d'un incendie en 1920. Par la suite, l'eau des sources fut mise en bouteille et vendue par la compagnie Cameron Springs, dont le siège était à Indianapolis, puis par le Perrier Group of America, qui l'acheta en 2000 pour environ 10,5 millions de dollars. Ces eaux sont commercialisées à l'heure actuelle sous plusieurs noms.

Images historiques
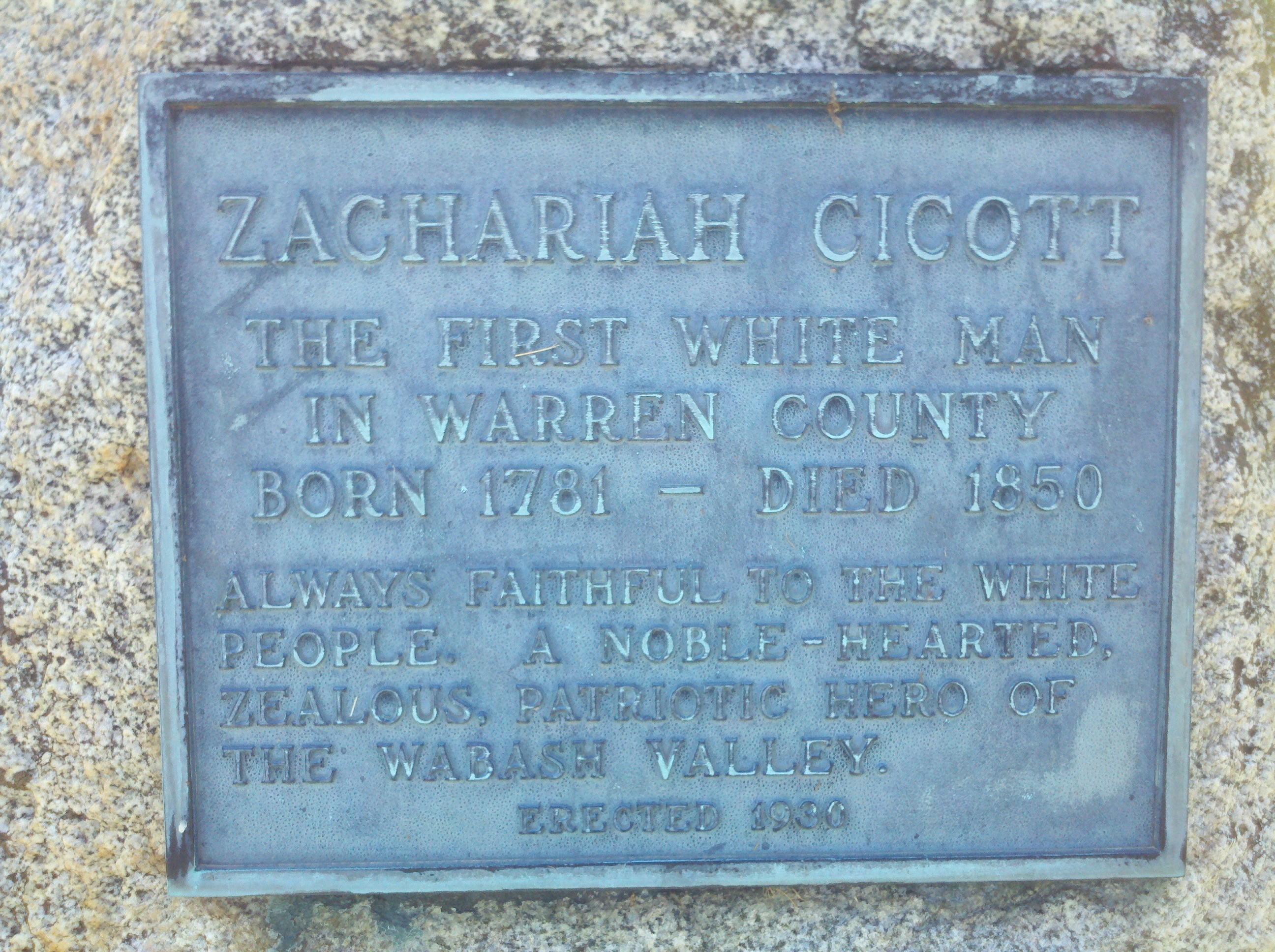
Plaque de la tombe de Zachariah Cicott au cimetière d'Independence
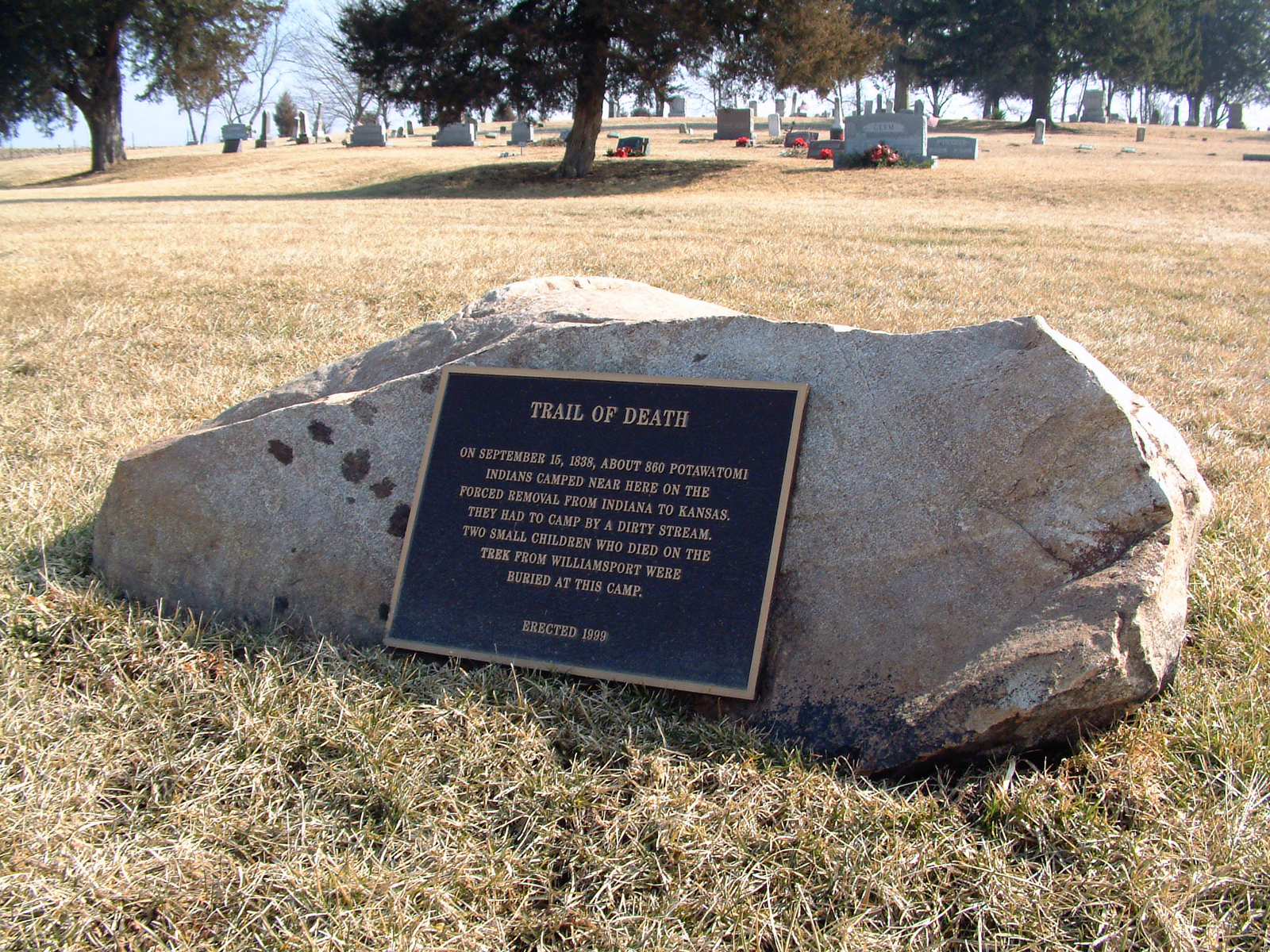
Plaque de commémoration du Trail of Death au Gopher Hill Cemetery
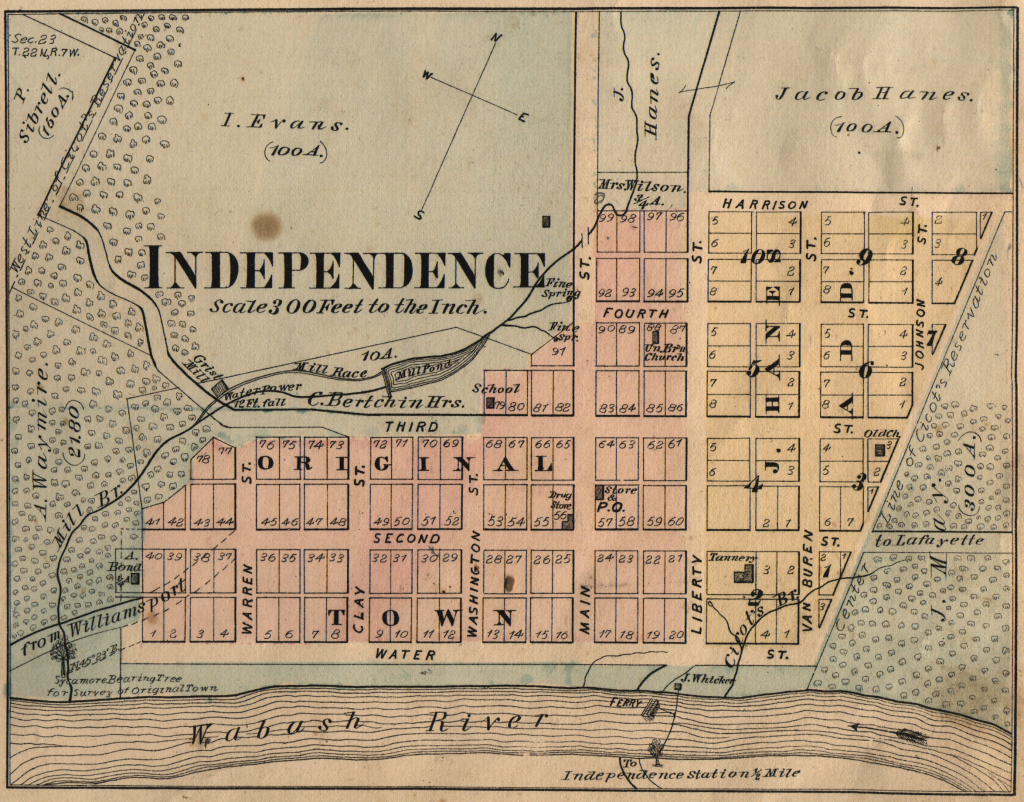
Carte d'Independence en 1877
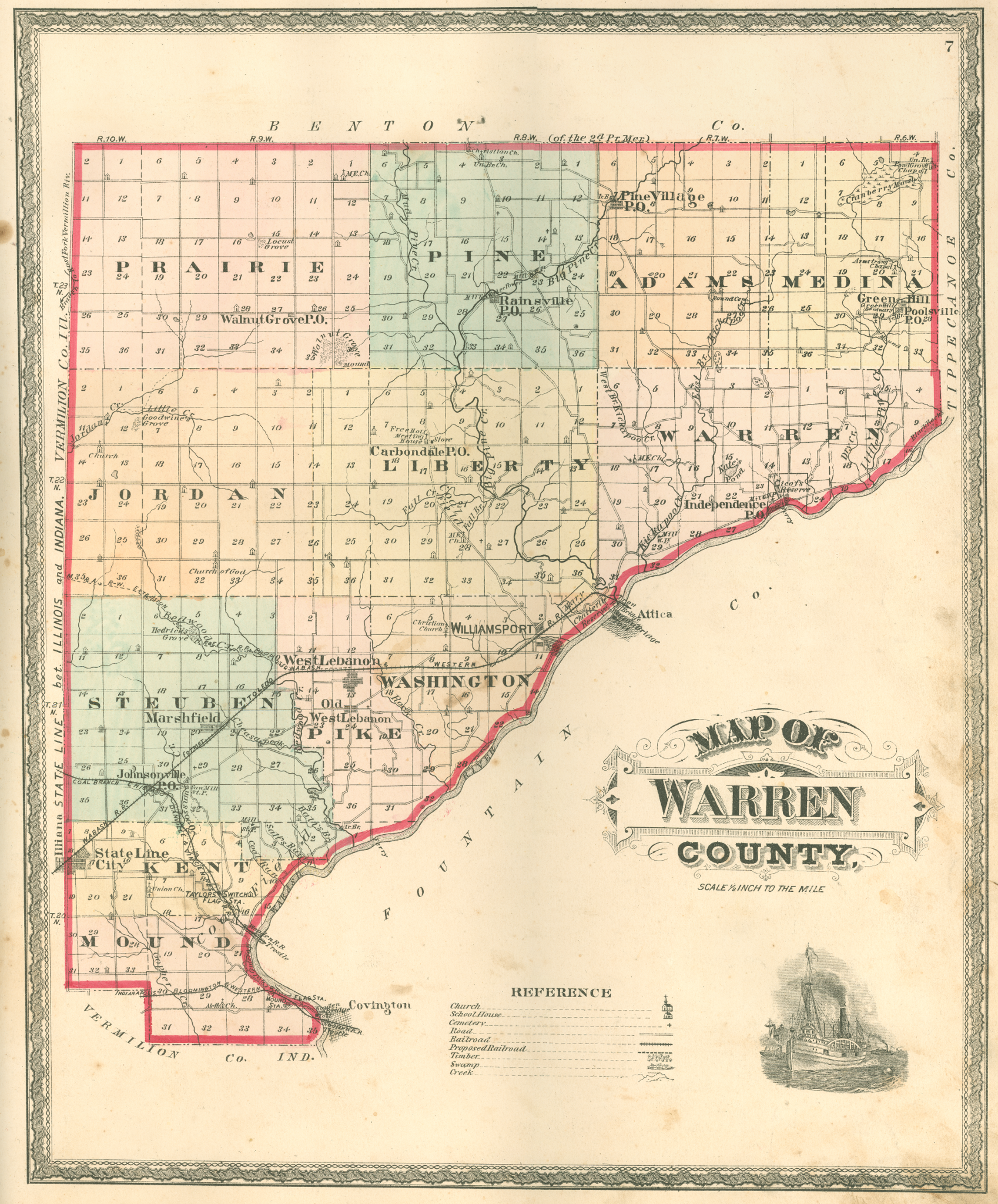
Carte du comté de 1877
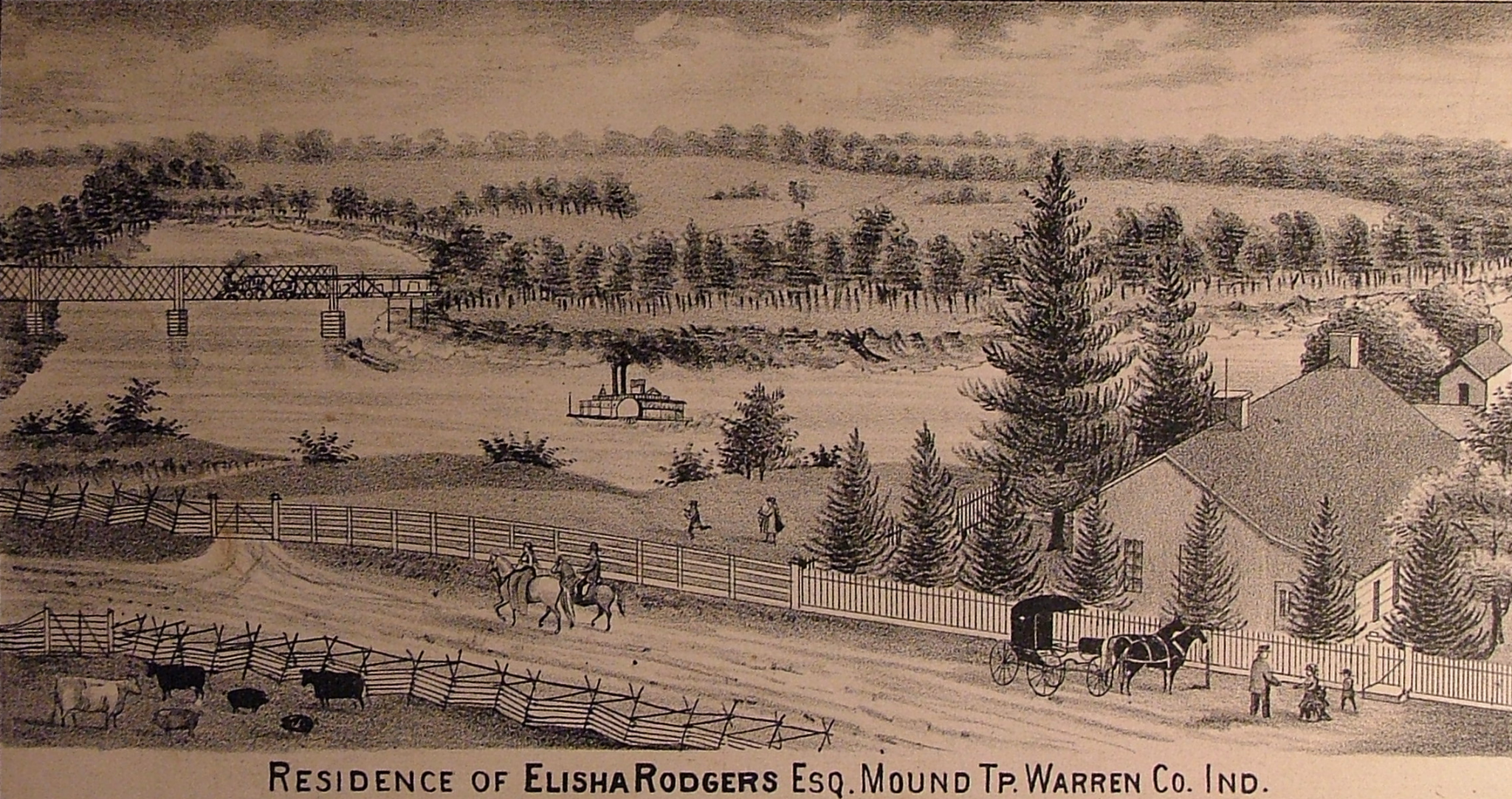
Baltimore en 1877
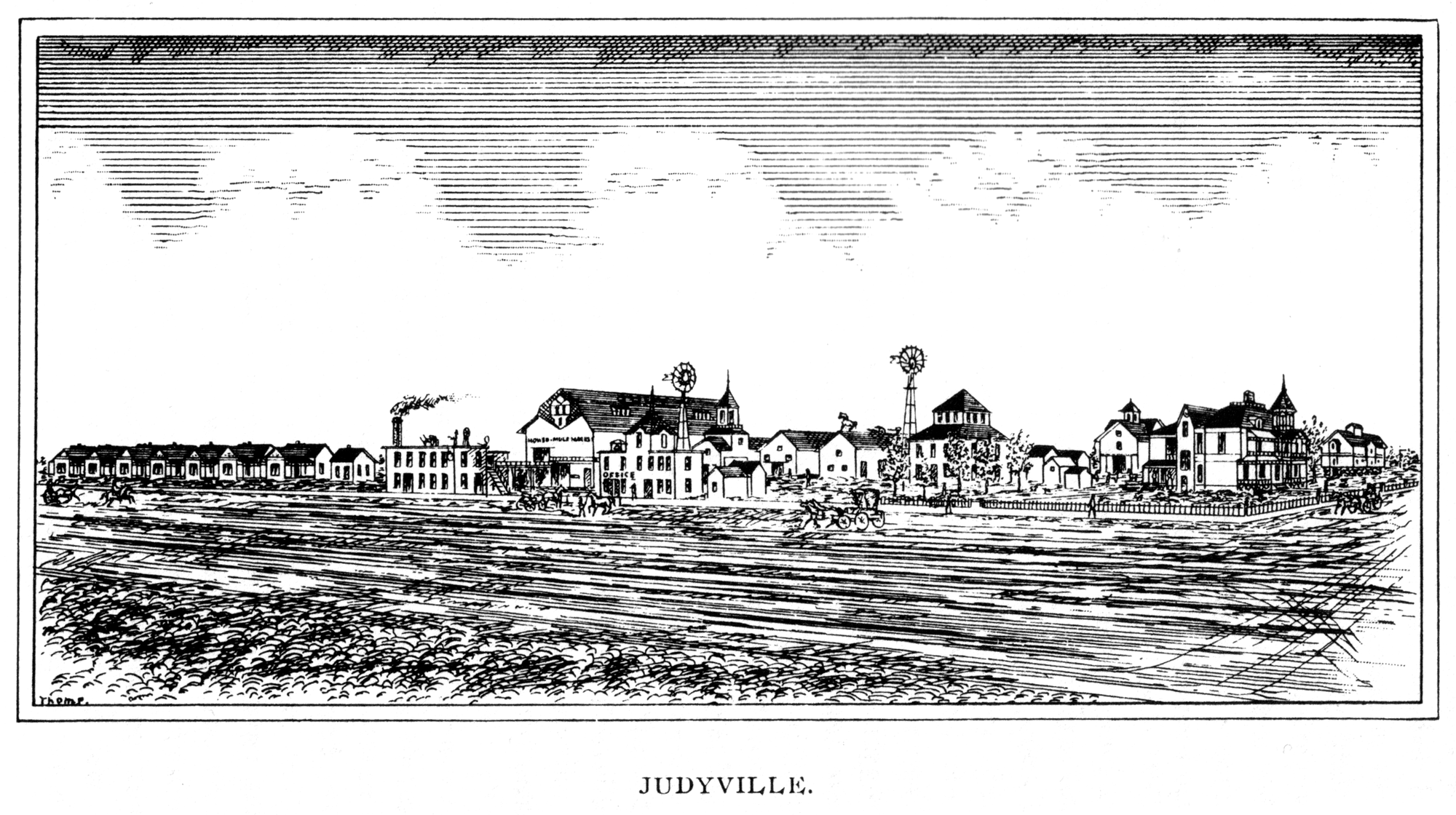
Judyville en 1899
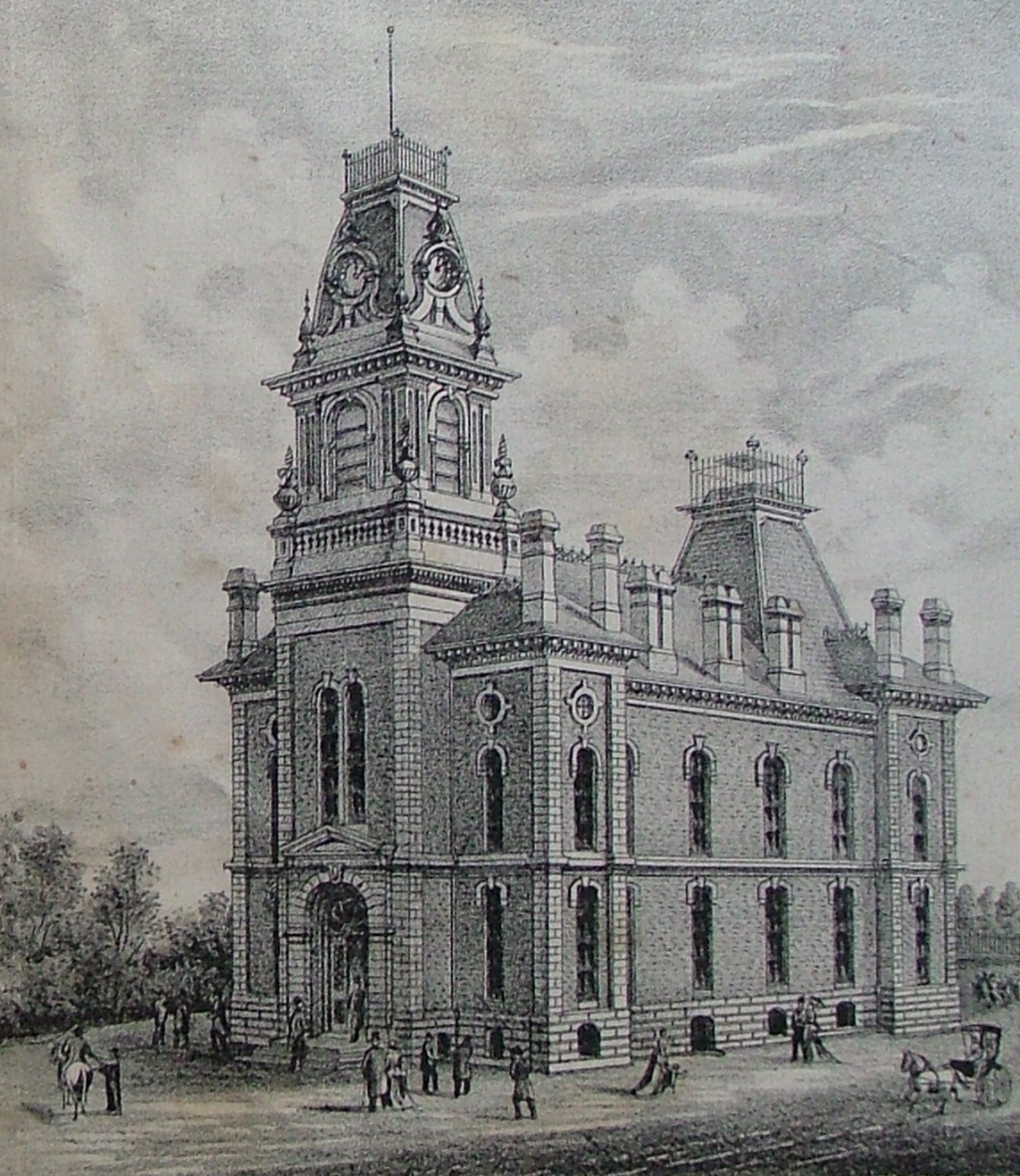
Le tribunal du comté en 1877
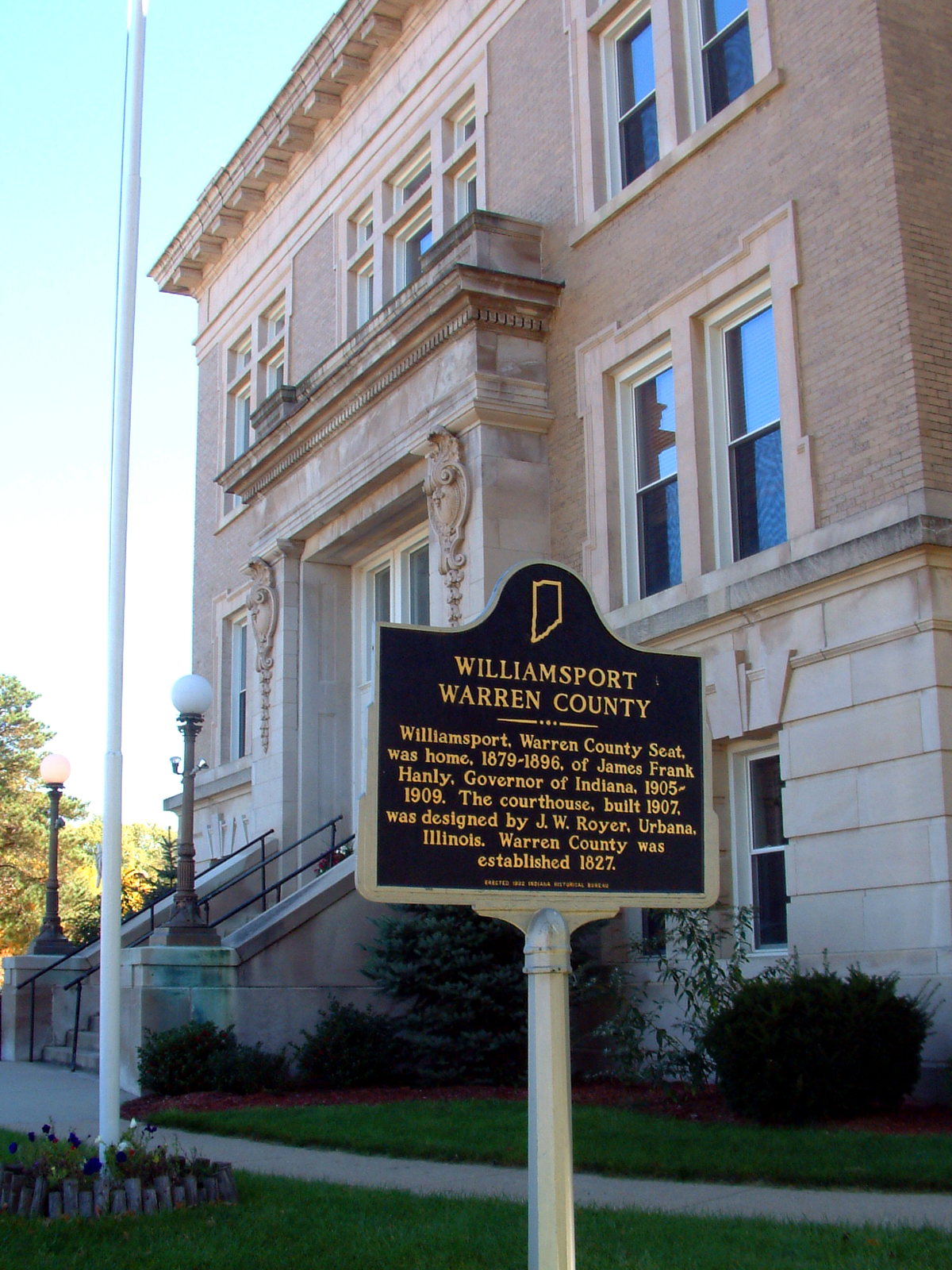
Tribunal actuel et plaque historique

## Démographie
| Composition de la population en % (2010) | Composition de la population en % (2010) | Composition de la population en % (2010) | Composition de la population en % (2010) |
| ---------------------------------------- | ---------------------------------------- | ---------------------------------------- | ---------------------------------------- |
| Groupe :                                 | Comté de Warren                          | Indiana                                  | États-Unis                               |
| Blancs                                   | 98,3                                     | 84,3                                     | 72,4                                     |
| Noirs                                    | 0,1                                      | 9.1                                      | 12,6                                     |
| Asiatiques                               | 0,4                                      | 1.6                                      | 4,8                                      |
| Amérindiens                              | 0,2                                      | 0,3                                      | 1,1                                      |
| Autres                                   | 1,0                                      | 6,0                                      | 9,1                                      |
| Total                                    | 100                                      | 100                                      | 100                                      |

Pyramide des âges dans le comté.

En 2000, selon les données établies par le Bureau du recensement des États-Unis, il y avait 8 419 habitants, 3 219 ménages et 2 423 familles dans le comté,. Il comptait 3477 logements. 19,2 % des habitants étaient d'origine allemande, 15,7 % américaine, 10,1 % irlandaise et 9,6 % anglaise.
Il y avait 3 219 ménages, dont 33,3 % avaient des enfants sous l'âge de 18 ans vivant avec eux ; 64,9 % étaient des couples mariés vivant ensemble, 6,8 % étaient composés d'une femme au foyer sans mari présent, et 24,7 % n'étaient pas de nature familiale. 21,2 % des ménages étaient constitués de personnes seules et 10,5 % de personnes seules de 65 ans ou plus. La taille moyenne des ménages était de 2,58 et la taille moyenne des familles était de 2,98). L'âge moyen était de 38 ans. Pour 100 femmes il y avait 102,8 hommes. Pour 100 femmes âgées de 18 ans et plus, il y avait 95,7 hommes.
Le revenu moyen par ménage dans le comté était de 41 825 $ (46 326 $ pour les États-Unis en 2005), et le revenu médian par famille était de  48 647 $. Les hommes avaient un revenu moyen de 35 444 $ contre 21 265 $ pour les femmes. Le revenu par habitant était de 1 870 $. 4 % des familles et 6,5 % de la population vivait en dessous du seuil de pauvreté, y compris 9,2 % de ceux âgés de moins de 18 ans et 8 % de ceux âgés de 65 ans ou plus.

## Économie

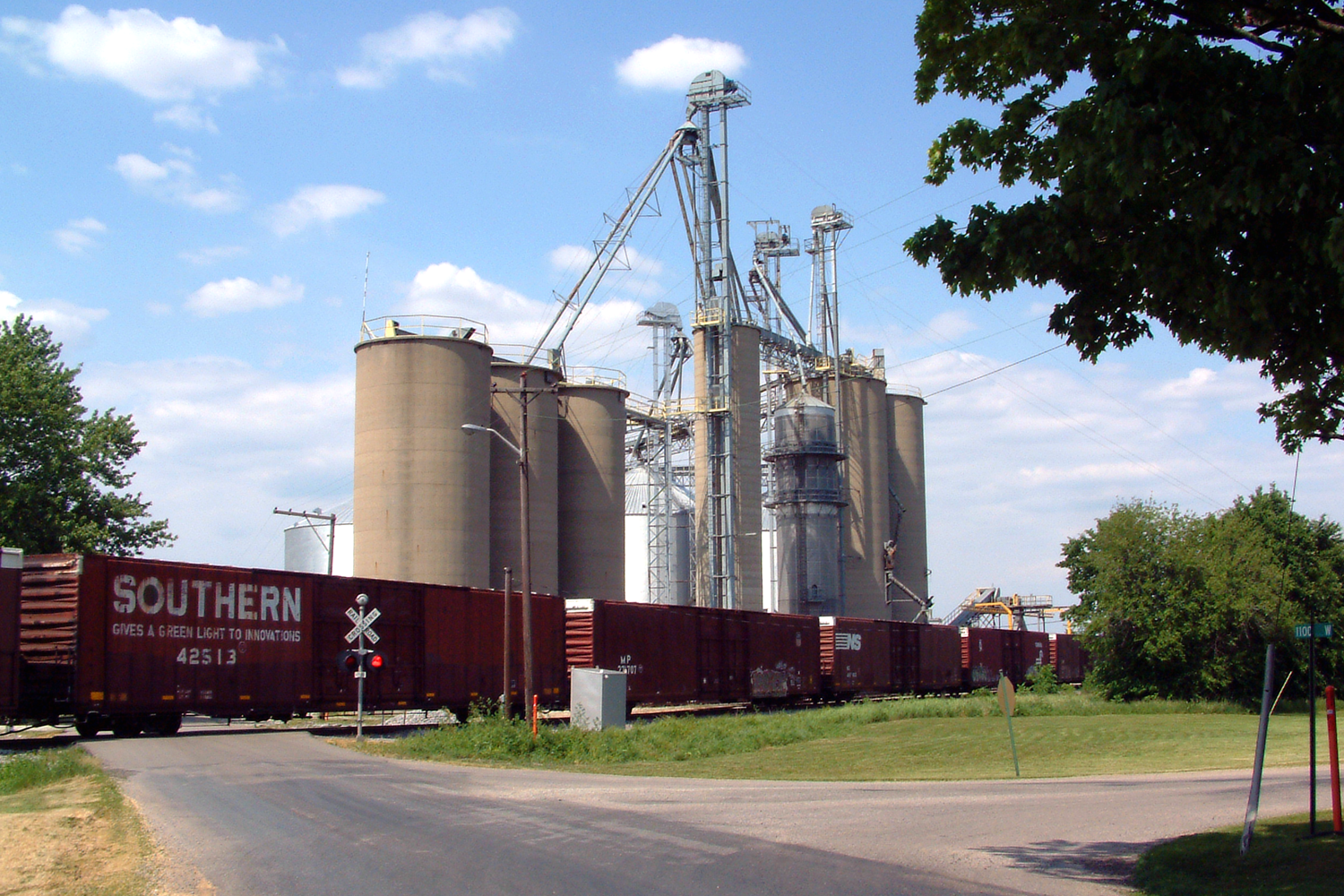
Un train de la Norfolk Southern passant devant un silo à céréales à State Line City.

Le comté compte une population active de 4 815 personnes et un taux de chômage de 8,8 % en juillet 2010. L'agriculture est un secteur important, présent dans la plupart des localités (où elle représente souvent la seule activité), avec 14 % des actifs. Les terres agricoles sont très productives ; elles font partie des 10 % les plus productives de l'Indiana en termes de rendement par acre. En 2009, 38 300 hectares de blé furent plantés, 37 700 hectares moissonnés, avec un rendement moyen de 187 boisseaux par acre pour une production totale de 17,4 millions de boisseaux. Environ 29 000 hectares de soja furent plantés, avec un rendement de 55 boisseaux par acre pour un total de 3,96 millions de boisseaux. Les agriculteurs firent pousser également une petite quantité de foin (1 500 hectares) et de blé d'hiver, et avaient 3 600 têtes de bétail. Les terres cultivées représentent environ 86 % des 94 864 hectares du comté.
À peu près 14 % de la population active travaille dans le secteur public pour l'état, le comté ou l'enseignement ; dans le secteur non gouvernemental, l'industrie emploie 17 % de la population active. Plusieurs usines sont présentes dans le comté : Flex-N-Gate, une usine d'assemblage de composants d'automobile et d'entreposage, occupe un site de 300 hectares à l'ouest de Covington, ayant appartenu à la Olin Corporation. À Williamsport se trouvent TMF Center, qui produit des équipements de construction et de camionnage, GL Technologies, qui fournit des outils industriels, et Kuri-Tec qui produit des tuyaux industriels et des accessoires. À West Lebanon se trouvent Tru-Flex Metal Hose depuis 1962 et Dyna-Fab, spécialisée dans le métal embouti et les soudures. Le St. Vincent Hospital et la maison de retraite de Williamsport sont aussi d'importants employeurs à l'échelle locale ; 9,8 % des emplois du comté sont liés à la santé et aux services sociaux.
Les économies locales plus importantes des comtés davantage peuplés de l'est et de l'ouest fournissent des opportunités d'emploi et de commerce plus nombreuses, en particulier dans les villes de Lafayette et West Lafayette dans le comté de Tippecanoe, et la ville de Danville dans le comté de Vermilion (Illinois).

## Transport

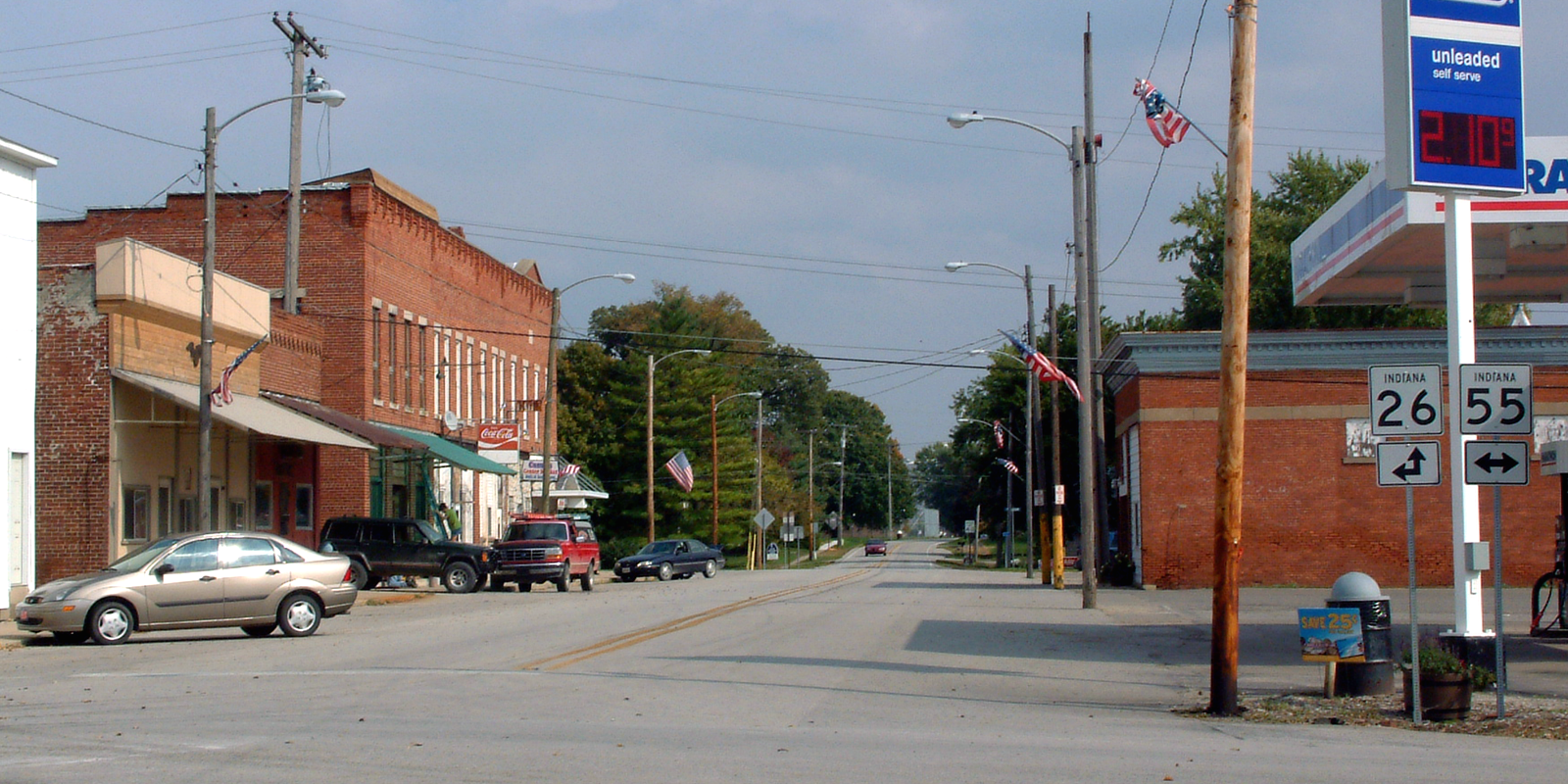
Croisement des routes 26 et 55 à Pine Village.

Le comté de Warren n'est pas traversé par une Interstate highway, mais l'Interstate 74 passe à moins d'un kilomètre de sa frontière sud. Le comté compte 32 km de United States Numbered Highways, 138 km d'Indiana State Roads et 890 km de routes gérées par le comté, dont un tiers sont bitumées,.
La U.S. Route 41 entre dans le comté par le nord, le traverse jusqu'à son centre avant de virer vers l'est et de traverser la Wabash entre Williamsport et Attica puis poursuit sa route vers le sud. La U.S. Route 136 passe dans la partie la plus au sud du comté avant de rejoindre Covington puis Danville.
Dans la partie nord du comté, l'Indiana State Road 26 commence à la frontière avec l'Illinois, puis passe par Pine Village, où elle rencontre la State Road 55 qui relie Oxford au nord à Attica au sud ; la State Road 26 continue vers l'est par Lafayette, puis vers la frontière avec l'Ohio,. La State Road 28 relie pareillement l'Illinois à l'Ohio ; elle connecte West Lebanon à Williamsport avant de continuer vers l'est après être passée par Attica.
La State Road 63, une 2×2 voies, a son terminus nord au croisement avec l'U.S. Route 41 près du centre du comté ; les deux routes rejoignent Terre Haute à 97 km au sud, mais tandis que la Route 41 traverse la Wabash pour rejoindre le côté est de la rivière, la State Road 63 reste sur le côté ouest. La construction de la State Road 63, qui remplace une ancienne route à deux voies et rationalise son tracé, commença à la fin des années 1960 et fut terminée au début des années 1980. La State Road 263 courante fait partie du tracé initial de l'ancienne State Road 63 ; c'est une route de 21 km qui quitte la voie principale, passe par West Lebanon et suit la rivière, avant de rejoindre la State Road 63 près de la frontière sud du comté. Une petite partie de la State Road 352 se trouve dans le coin nord-ouest du comté ; elle suit la frontière du comté et de l'état au nord depuis la State Road 26, sur 1,6 km, avant d'entrer dans le comté de Benton en direction du village d'Ambia.
Une ligne de la Norfolk Southern Railway connecte Danville à Lafayette ; c'est la ligne ferroviaire la plus active du comté, avec 45 voyages de fret chaque jour. Elle entre dans le comté à State Line City puis passe vers le nord-est par les communautés de Johnsonville, Marshfield, West Lebanon et Williamsport avant de quitter le comté à Attica. Deux voies de shortline sont aussi utilisées, mais beaucoup moins fréquemment. La Bee Line Railroad est surtout utilisée pour le transport agricole ; elle parcourt environ 16 km de Stewart au nord, passe par Tab, puis rejoint la Kankakee, Beaverville and Southern au sud du comté. La Vermilion Valley Railroad, longue de 9,7 km, dessert l'usine Flex-N-Gate près de Covington puis traverse la forêt de Foster à l'ouest pour rejoindre une ligne de CSX Transportation à Danville,.
L'aéroport le plus proche est le petit Vermilion Regional Airport, situé au nord-est de Danville. Le Purdue University Airport, le deuxième aéroport de l'Indiana, géré par l'université Purdue, se trouve dans le comté proche de comté de Tippecanoe, au nord-est. L'aéroport international d'Indianapolis est situé à environ 140 km au sud-est,.

## Administration et politique

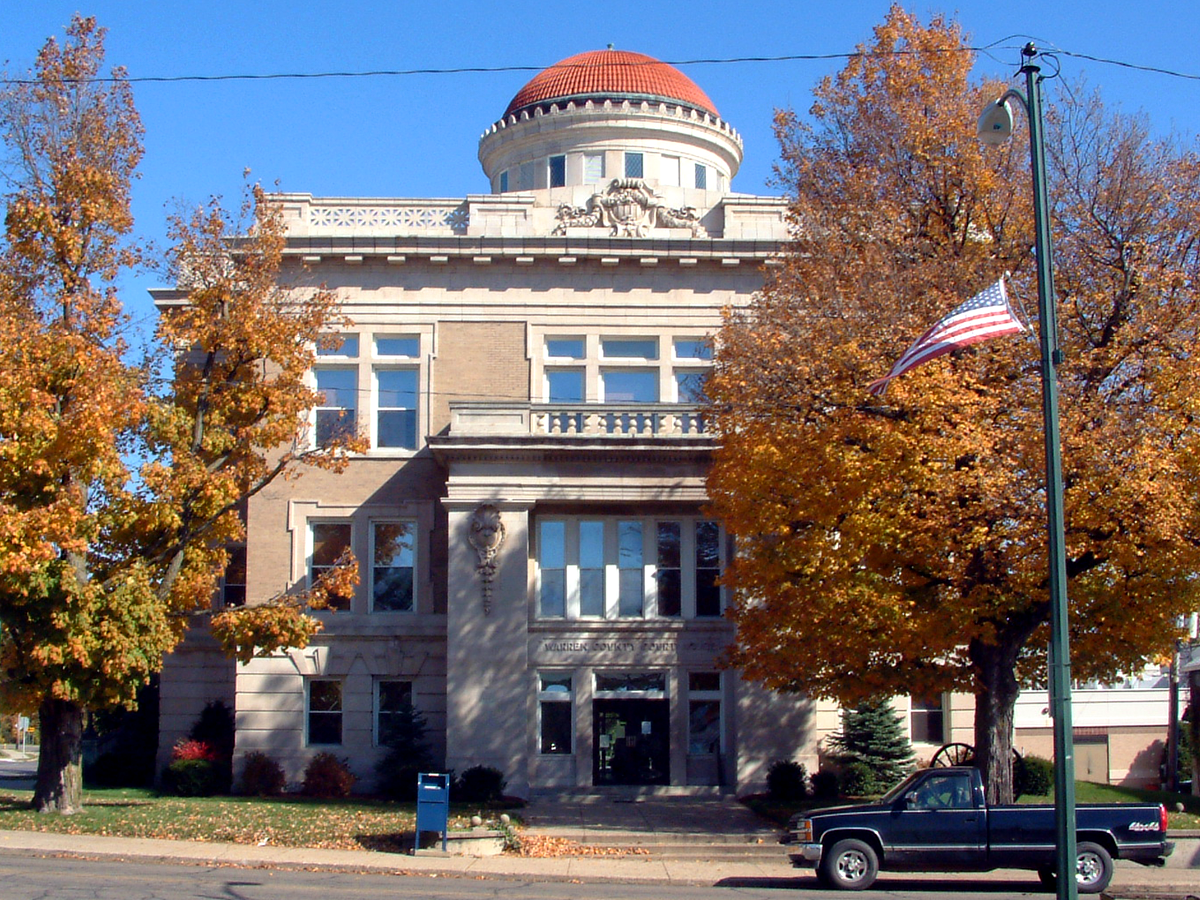
Court du comté de Warren à Williamsport

Le gouvernement du comté est un corps constitutionnel disposant de pouvoirs spécifiques régulés par la Constitution de l'Indiana et le Code de l'Indiana. Le conseil du comté constitue sa branche législative ; il contrôle toutes les dépenses et le recouvrement des recettes. Les conseillers sont élus pour un mandat de quatre ans dans chaque district du comté ; leurs attributions sont la gestion des salaires, du budget annuel et des dépenses spéciales. Le conseil dispose également d'une autorité limitée en ce qui concerne la mise en place de taxes locales, sous la forme d'un impôt sur le revenu et les biens, alors soumis à l'approbation de l'État, de taxes d'accise et de taxes de service,. En 2010, le comté avait un budget d'environ 2,2 millions de dollars pour les écoles de son district, et 2,8 millions pour les autres domaines et services, pour un budget annuel total d'approximativement 5 millions de dollars.
La branche exécutive du comté est gérée par un conseil de commissaires, élus pour quatre ans à l'échelle du comté, de manière échelonnée. L'un d'entre eux, souvent le plus âgé, exerce la fonction de président. Ces commissaires s'occupent de l’exécution des actes votés pour le conseils, gèrent la collecte des recettes et le fonctionnement quotidien de l'administration,.
Le comté dispose d'une cour des petites créances. Le juge est élu pour quatre ans et doit être un membre de l'Indiana Bar Association ; il est assisté par un gendarme élu pour la même durée. Dans certains cas, les décisions de justice peuvent être contestées devant le tribunal de la circonscription judiciaire relevant de l'État auquel appartient le comté de Warren.
Les autres fonctions électives comprennent le shérif, le coroner, l'audit, le trésorier, le recorder of deeds, le géomètre-expert et le greffier, élus pour quatre ans. Les personnes élues pour gérer le comté doivent obligatoirement résider dans le comté et déclarer leur affiliation à un parti.
Chaque township du comté possède un administrateur qui gère le service d'ambulance, la protection contre les incendies, l'assistance aux pauvres, l'entretien des cimetières, entre autres tâches, ; il est assisté par un conseil de trois membres ; leurs mandats durent également quatre ans.
Selon le recensement de 2000, le comté de Warren fait partie de la 8e circonscription de l'Indiana pour l'élection des représentants fédéraux. La plus grande partie du comté est comprise dans la 38e circonscription pour l'élection des sénateurs de l'Indiana ; les townships de Warren et Washington sont situés dans la 23e. La partie occidentale du comté est située dans le 42e district pour l'élection des représentants de l'Indiana ; les townships d'Adams, Medina et Warren sont situés dans la 26e.

## Éducation et santé

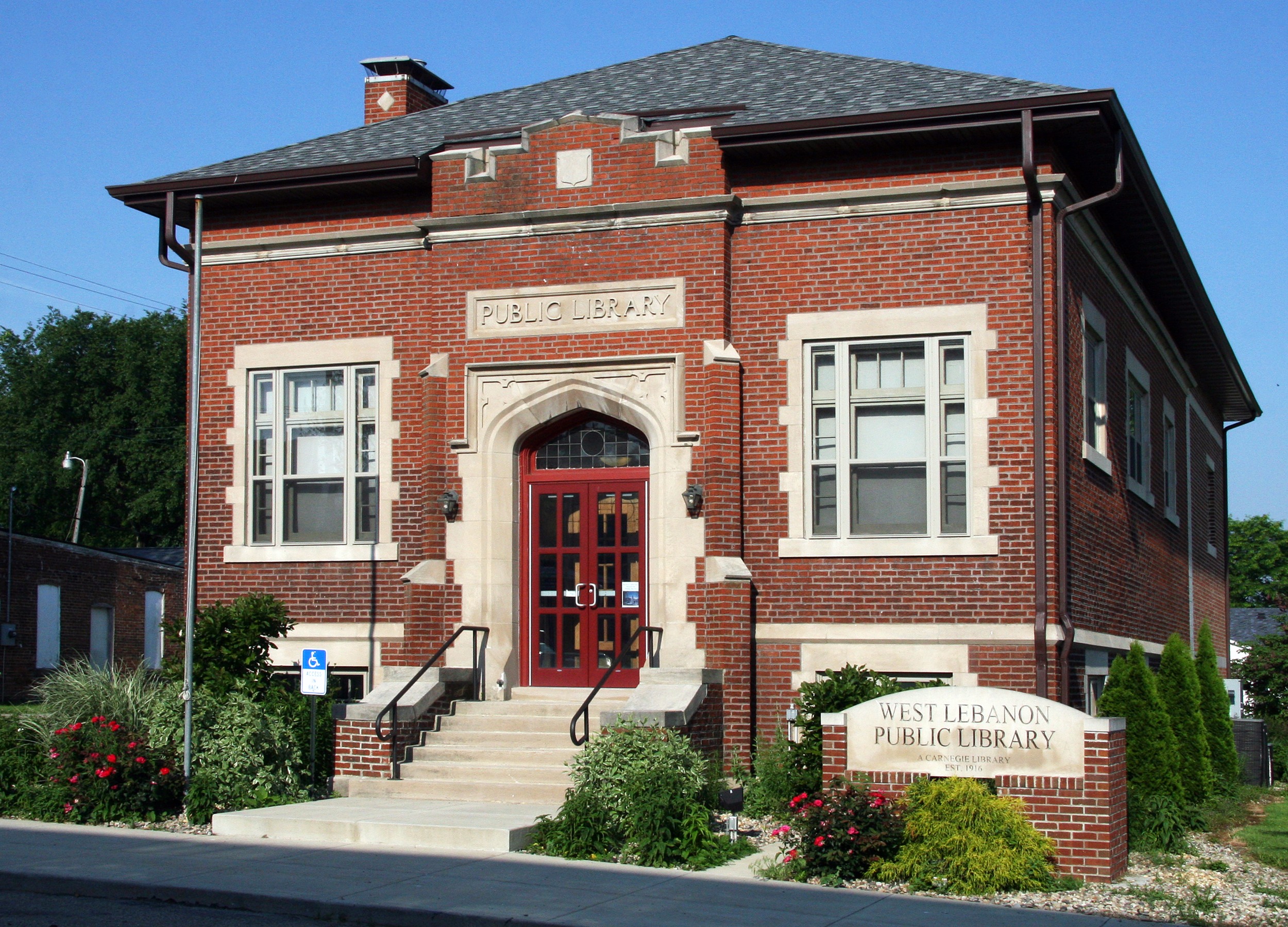
West Lebanon Public Library, à West Lebanon.

Les quatre écoles publiques du comté sont administrées par le Metropolitan School District of Warren County (fondé en janvier 1973), qui comprend une junior-senior school (collège et lycée), la Seeger Memorial Junior-Senior High School, située au nord de West Lebanon, qui a été édifiée en 1957 dans le cadre de la politique de massification scolaire. Seeger comptait 634 élèves durant l'année scolaire 2009-2010 ; 90 élèves y avaient obtenu leur diplôme l'année précédente.
La Warren Central Elementary School, située sur le même site, comptait 310 élèves lors de l'année scolaire 2009-2010, la Williamsport Elementary School 182 élèves, et la Pine Village Elementary School, 131 élèves. Le comté compte au total 91 enseignants.
Il n'y a pas d'établissement d'enseignement supérieur dans le comté, mais on en trouve dans les comtés environnants. L'université Purdue est située à West Lafayette, à approximativement 32 km au nord-est, dans le comté de Tippecanoe. L'université de l'Illinois à Urbana-Champaign se trouve à environ 80 km à l'ouest. Le Ivy Tech Community College of Indiana dispose d'un campus à Lafayette. Le Danville Area Community College, un college public de cursus de deux ans, est situé dans le comté de Vermilion (Illinois), à environ 32 km au sud-ouest de Williamsport.
Les villes de Williamsport et West Lebanon disposent toutes deux de bibliothèques publiques. La Williamsport-Washington Township Public Library a été construite en 2002 pour remplacer la Bibliothèque Carnegie locale, fondée en 1917 ; la West Lebanon-Pike Township Public Library est située dans le bâtiment originel de la Carnegie locale, datant de 1916, et qui a été agrandi en 2006.
Le seul hôpital du comté est le St. Vincent Williamsport Hospital, un établissement de soins de courte durée comptant seize lits, qui est géré par la société St. Vincent Health, qui a son siège à Indianapolis. L’hôpital dispose d'un service d'aide médicale urgente et d'ambulance. Williamsport comprend également une maison de retraite, The Waters of Williamsport, qui peut héberger 96 personnes.

## Média
Le premier journal du comté fut The Wabash Commercial, imprimé à Williamsport à partir des années 1850 ; son nom fut changé par son nouveau propriétaire pour The Warren Republican en 1854, l'année de formation du Parti républicain. Il eut plusieurs propriétaires jusqu'en 1870, après quoi il fut géré par la même personne pendant les quarante années suivantes. Un autre journal, The Warren Review, apparut en 1891, changea plusieurs fois de patron, puis fusionna avec le Republican en 1914 sous le nom de The Review Republican, aujourd'hui présenté comme « le seul journal du comté de Warren », ; il appartient présentement au Community Media Group, qui gère les journaux et d'autres publications dans six états. West Lebanon possédait plusieurs journées après la Guerre civile ; le plus récent était The Gazette, actif jusqu'au début des années 1900. En 1912, Pine Village avait un journal, le Sentinal-News.
Indianapolis concentre le plus important marché télévisuel des environs ; Lafayette, plus proche, diffuse également plusieurs chaînes qui peuvent être captées dans la plus grande part du comté ; celles de Champaign peuvent être captées dans la zone sud-ouest du comté,. Le comté ne possède pas de station radio, mais peut capter les chaînes AM et FM basées à Lafayette et Terre Haute pour l'Indiana, Danville et Champaign-Urbana pour l'Illinois,.

### Personnalités
George D. Wagner fut élevé dans une ferme situé près de Green Hill dans le Medina Township, où sa famille avait déménagé lorsqu'il avait quatre ans. Une fois adulte il devint un agriculteur prospère ; il fut élu en 1856 à la Chambre des représentants de l'Indiana, puis au Sénat de l'Indiana. Il combattit durant la Guerre civile du côté de l'Union et fut nommé Brigadier General en 1863. Après la guerre, il déménagea à Williamsport et travailla dans la justice. Il mourut en 1869 à l'âge de quarante ans et fut enterré au Armstrong Cemetery au nord de Green Hill, près de la ferme où il avait été élevé.
James Frank Hanly naquit dans le comté de Champaign dans l'Illinois en 1863. Il déménagea dans le comté de Warren en 1879 et y travailla comme instituteur de 1881 à 1889, avant de rejoindre un cabinet d'avocats local. Il entra dans la vie politique et devint Gouverneur de l'Indiana de 1905 à 1909. Fervent soutien de la politique de prohibition, il continua de plaider pour cette cause après son mandat dans des conférences ; c'est alors qu'il s'apprêtait à donner l'une d'entre elles qu'il mourut dans un accident de la route en Ohio en 1920. Il fut enterré au Hillside Cemetery au nord-est de Williamsport.
Albert Lee Stephens, Sr. naquit à State Line City en 1874. Il fit des études de droit en Californie, y occupa plusieurs postes différents dans la justice avant de devenir juge en 1919. En 1935 il fut désigné par Franklin Delano Roosevelt pour servir à l'United States District Court de Californie en tant que juge ; deux ans après il fut muté à l’United States Court of Appeals for the Ninth Circuit par Roosevelt ; il devint juge en chef en 1957. Il mourut en 1965, à 91 ans.
Vernon Burge alla à l'école à West Lebanon, où son père était forgeron. Après ses études, il s'enrôla dans l'armée en 1907 et fut assigné au Balloon Attachment of the Signal Corps. Il devint ensuite l'un des premiers pilotes d'avion militaire du pays, officiellement certifié en 1912,.
Comme George Wagner, Donald E. Williams fut élevé à Green Hill. Il étudia le génie mécanique à l'université Purdue, fut pilote durant la Guerre du Viêt Nam, puis pilote de test, et enfin astronaute de la NASA en 1979, participant à deux vols de la navette spatiale dans les années 1980.
Stephanie White-McCarty a été élève de la Seeger Memorial High School et a été nommée Indiana Miss Basketball après avoir fait un nouveau record en jouant dans l'équipe de Seeger. Elle fit partie de la première équipe NCAA de basket-ball féminin à l'Université Purdue en 1999 avant de rejoindre pour cinq ans la Women's National Basketball Association.

Portraits
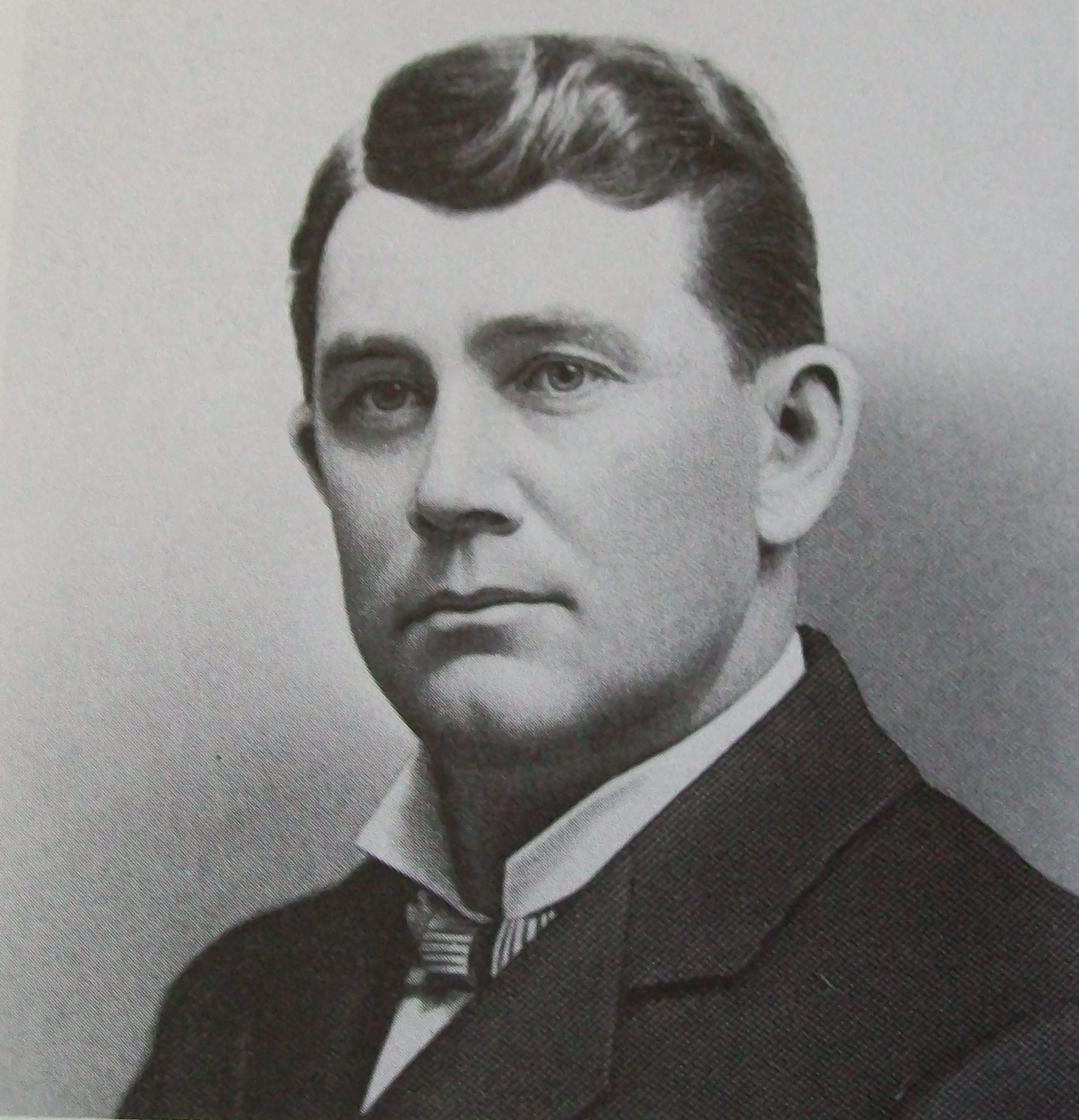
J. Frank Hanly en 1908
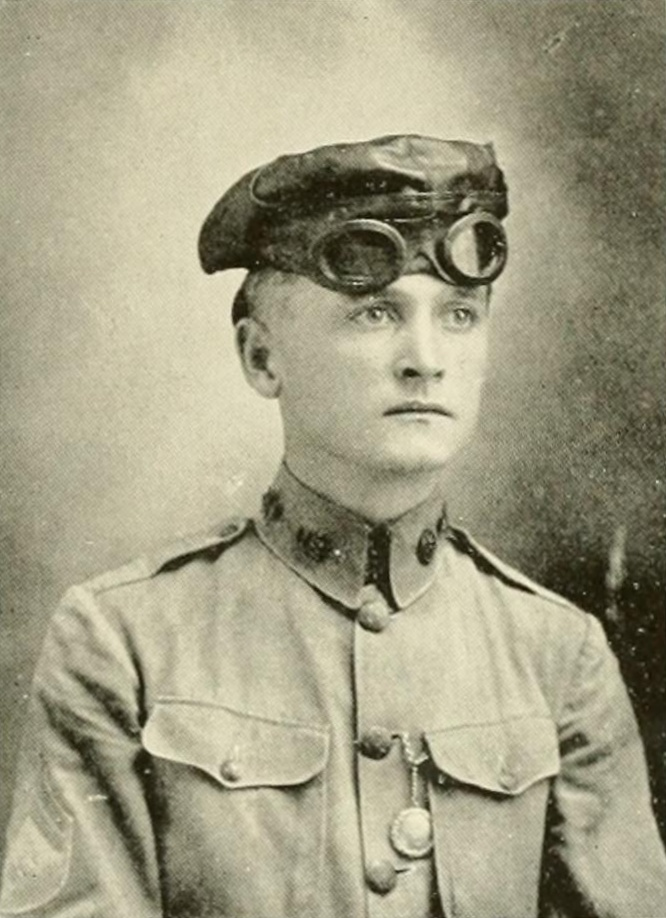
Vernon Burge en 1913
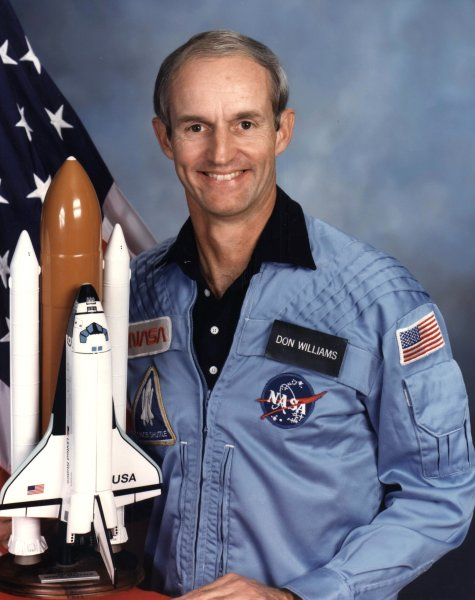
Donald E. Williams